# Cortandone
Cortandone este o comună din provincia Asti, Italia. În 2019 avea o populație de 308 de locuitori.

## Geografie
Capitala este situată în dreptul hidrografic al văii spălate de râul Monale, iar teritoriul este caracterizat de o vocație de teren foarte diversă în funcție de structura solului, înălțime și expunere. Părțile inferioare constau din depozite marine, în timp ce dealurile au argile puternice alternând cu nisipuri.
Orașul este înconjurat în principal de păduri și este înconjurat de câmpuri de porumb.
Alunele de pădure sunt, de asemenea, răspândite, o recoltă tipică a locului. 

## Istorie
Cortandone a aparținut, în secolul al XII-lea, timp de peste o sută de ani "Di Cortandone" (regatele locale).
Mai târziu, disputa a trecut la Mandra, apoi din nou la Pallidi, Pallium, Scarampi și Di Macello.
Timp de peste un secol, din 1654, Facello și Pelletto sunt singurii lorzi ai Cortandone

## Demografie
Cortandone - evoluția demografică

|  | Graficele sunt indisponibile din cauza unor probleme tehnice. Mai multe informații se găsesc la Phabricator și la wiki-ul MediaWiki. |

Date: Recensăminte sau birourile de statistică - grafică realizată de Wikipedia

## Monumente și locuri de interes
- Din piață, luând Via della Costa, puteți ajunge rapid la Primărie, unde există biserica parohială din secolul al optsprezecelea din Sant'Antonio abate; biserica are o fațadă barocă târzie cu cărămidă expusă. Decorațiile interioare datează din 1907 și sunt opera pictorului Giovanni Lamberti, în timp ce Luigi Morgari este responsabil pentru reprezentările celor patru evangheliști și a Sfântului Antonie care împodobesc tavanul. Din curtea bisericii Bisericii Sant'Antonio Abate este posibil să se observe rămășițele zidurilor vechiului Castel, minate și grav avariate de trupele franceze în 1705. În a doua jumătate a secolului următor, restul a fost demolat.
- De-a lungul drumului spre dreapta parohiei ajungeți la biserica San Carlo, un loc de devoțiune populară deja menționat într-o moștenire din 1626; în trecut, înconjurat de podgorii, astăzi este înconjurat de păduri.
- În cătunul Campa găsim biserica San Grato reconstruită în detrimentul Borghigiani în 1863.
- Biserica în cinstea lui Hristos Mântuitorul, construită în a doua jumătate a secolului al optsprezecelea, unde a existat un stâlp vechi.
- Există, de asemenea, un punct panoramic în Frazione Câmpia, banca uriașă "Serpanca" și pictura murală realizată în octombrie 2021 de artistul Roberto Collodoro reprezentând o cochilie, care unește oamenii și anotimpurile vieții, inaugurată la 24 octombrie 2021, lucrarea are dimensiuni: 9 x 4 metri

## Cultură

### Bucătărie
Specialitatea gastronomică este reprezentată de Bagna cuda, sărbătorită începând cu ediția 57, din proloco-ul satului, în toate weekend-urile lunii noiembrie. 

### Curiozitate
În septembrie satul sărbătorește Festa delle Masche, vrăjitoarele în limba piemonteză, figuri legendare ale tradiției Langa și Monferrato. 